# Apsidopis oxyptera
Apsidopis oxyptera  (лат.) — насекомое из семейства Blaberidae отряда тараканообразных. Вид выделяется в монотипный род Apsidopis. Является эндемиком острова Калимантан (Малайский архипелаг, Юго-Восточная Азия). Общая длина тела самцов от головы до концов крыльев достигает 25 мм, длина переднего крыла около 21 мм, размеры переднеспинки (пронотума) составляют 5,8 х 7,3 мм. 